# Allgemeine Gesellschaft des Brasilienhandels
Die Allgemeine Gesellschaft des Brasilienhandels (portugiesisch Companhia Geral do Comércio do Brasil) war eine Handelskompanie, die per Dekret des portugiesischen Königs Johann IV. am 10. März 1649 gegründet und am 1. Februar 1720 durch die portugiesische Krone offiziell liquidiert wurde. Sie hatte ihren Sitz in Lissabon. Geführt wurde sie durch einen für jeweils drei Jahre gewählten Rat von neun Direktoren.

## Ziele
Mit der Gründung der Gesellschaft, die sowohl staatliches als auch privates Kapital vereinte, verfolgte die portugiesische Monarchie mehrere strategische Ziele:
- Aufbau eines Konvoisystems, um die Verluste an Handelsschiffen gegenüber sich 	mit Portugal im Kriegszustand befindlichen Seemächten sowie Piraten zu 	minimieren;
- Garantie der Belieferung der Zuckeranbaugebiete in Brasilien mit Sklaven sowie 	technischen Ausrüstungen;
- Sicherung der Belieferung Europas mit brasilianischem Zucker.

Im Unterschied zur Niederländischen Westindien-Kompanie (mit der die Allgemeine Gesellschaft des Brasilienhandels um die Vorherrschaft in der brasilianischen Pernambuco-Region kämpfte) wurde die Gesellschaft nicht gegründet, um neue Kolonialterritorien zu entdecken bzw. zu erschließen, sondern hauptsächlich um den bestehenden Handel mit den portugiesischen Besitzungen zu sichern. Vor allem wegen des chronischen Geldmangels musste die portugiesische Krone, diese im Grunde ihr zukommende Aufgabe der Sicherung der Handelswege nach Brasilien einer eigenständigen Gesellschaft übertragen.

## Gründung
Der eigentliche Anlass, dass die Gesellschaft ins Leben gerufen wurde, war die Unterstützung des seit 1645 andauernden Aufstandes im brasilianischen Pernambuco gegen die niederländischen Invasoren und die damit einhergehende Eindämmung des Aktionsradius niederländischer Geschwader und Piraten, deren Aktivitäten in den Jahren 1647 und 1648 zum Verlust von fast 250 portugiesischen Handelsschiffen geführt hatten.
Die Entstehung der Gesellschaft ging u. a. auf den Vorschlag des Jesuiten und einflussreichen Ratgebers am Lissabonner Hof, Pater António Vieira, zurück, sowohl eine Gesellschaft für den Handel mit Brasilien als auch eine für die Handelsbeziehungen mit Indien (sollte die Casa da Índia ersetzen, kam aber über diesen Vorschlag nie hinaus) zu gründen. Mit diesem Vorhaben war beabsichtigt, die Erfahrungen der erfolgreichen englischen und holländischen Handelsgesellschaften für Portugal nutzbar zu machen. Damit verbunden war auch die Absicht, in- und ausländisches privates Kapital zu akquirieren, wobei ausdrücklich nicht nur auf Finanzmittel von noch immer in Portugal tätigen Neuchristen (conversos oder cristãos novos), sondern auch auf die Ressourcen, der seit Anfang des 17. Jahrhunderts in Amsterdam und anderen Orten wieder tätigen jüdischen Gemeinden abgezielt wurde. Generell konnte sich jede Person, ob Portugiese oder Ausländer, durch Zeichnung eines Anteils von mindestens 20 Cruzados an der Gesellschaft beteiligen.
Die Gesellschaft erhielt mit ihrer Gründung einen königlichen Freibrief mit exklusiven Rechten (Monopole) für die Ausfuhr der wesentlichsten Grundnahrungsmittel Wein, Weizenmehl, Olivenöl und Stockfisch (bacalhau) von Portugal nach Brasilien sowie für die Einfuhr von Rotholz (Brasilholz) nach Portugal und Europa. Damit verbunden waren eine Reihe von Steuerprivilegien. So u. a. das Erheben einer als avarias bezeichneten Ausfuhrsteuer auf alle brasilianischen Produkte, die von 100 Réis für eine Tierhaut bis zu 3.400 Réis für eine Kiste weißen Zucker reichte. Außerdem erhielt sie das Exklusivrecht, was gleichzeitig die Pflicht einschloss, Geleitzüge von Portugal nach Brasilien und zurück zusammenzustellen und durch auf eigene Kosten auszurüstende Kriegsschiffe zu eskortieren. Als ausschließliche portugiesische Häfen wurden dafür Lissabon und Porto als einzige Häfen in Brasilien, Rio de Janeiro, Bahia (Baía) und Recife (nach der Rückeroberung 1654), festgelegt.
Allen Anteilseignern wurde ihr Besitz durch den portugiesischen König garantiert, d. h. Enteignungen von Neuchristen, die durch die Inquisition der geheimen Ausübung des jüdischen Glaubens angeklagt waren, aber auch die Enteignung von Ausländern im Fall eines Krieges mit deren Heimatland, waren untersagt. Anteile wurden nicht nur in Portugal, sondern europaweit auch in Amsterdam, Paris und Venedig verkauft.
Die Gesellschaft litt jedoch von Anfang an unter einem chronischen Mangel an Kapital. Auch nachdem der König 1650, auf Bitten der Anteilseigner, in einem Dekret alle in seinem Reiche lebenden Neuchristen faktisch zwang, Anteile zu zeichnen, da bei einer Weigerung mit der Inquisition gedroht wurde, änderte sich an der prekären Finanzsituation der Gesellschaft nur wenig. Insgesamt wurden nicht mehr als 1,255 Mio. Cruzados gezeichnet, eine Summe, die deutlich unter den Zielvorgaben, aber vor allem drastisch unter dem kalkulierten Bedarf lag. Darüber hinaus war ein beträchtlicher Teil dieser Summe kein privates, sondern Kapital des portugiesischen Staates.
Die Kompanie nahm ihre Aufgaben daher auch nur eingeschränkt wahr. Vor allem konnte sie nie die Versorgung der Bevölkerung Brasiliens mit deren Grundbedarf an Wein, Weizenmehl, Olivenöl und Stockfisch absichern. Das rief eine wachsende Unzufriedenheit der Einwohner in den brasilianischen Kolonien hervor, die durch eine Hochpreispolitik der Gesellschaft für diese Produkte noch verstärkt wurde. Durch den Aufbau des geforderten Geleitzugsystems gelang es der Gesellschaft jedoch, die Schiffsverluste deutlich zu senken, obwohl die Gesellschaft zu keiner Zeit in der Lage war, die von der Krone geforderte Anzahl von 36 Kriegsschiffen zu unterhalten. Insgesamt gelang es daher dem von der portugiesischen Krone formal unabhängigen Direktorat der Gesellschaft auch bis Anfang der 1660er Jahre nur eine vergleichsweise geringe Rendite von durchschnittlich 15 % zu erwirtschaften.
Die Tätigkeit der Brasilienkompanie war starken Widerständen der portugiesischen Gesellschaft ausgesetzt. So versuchte der portugiesische Generalinquisitor, Bischof Dom Francisco de Castro, von Anfang an die Gründung der Gesellschaft zu hintertreiben, da der Inquisition der Zugriff auf den in der Gesellschaft tätigen Neuchristen verwehrt wurde. Weiterer Widerstand kam von einer Vielzahl kleinerer Händler, denen das Monopol der Gesellschaft wichtige Existenzgrundlagen im Handel mit Brasilien entzog bzw. stark einschränkte. Auch die nun vom Brasilienhandel ausgeschlossenen Nutznießer der kleineren portugiesischen Häfen wie Caminha, Viana do Castelo, Aveiro, Peniche, Nazaré, Setúbal, Lagos aber auch Madeiras und der Azoren liefen gegen die Privilegien der Gesellschaft Sturm.

## Entwicklung
Die Gesellschaft musste ihre Tätigkeit unter sehr komplizierten Verhältnissen beginnen, denn zwischen 1650 und 1654 herrschte zwischen England und Portugal offener Krieg, da Johann IV. die englischen Royalisten gegen Oliver Cromwell unterstützte. Die englische Flotte übte die Seeherrschaft aus und bedrohte auf Grund ihrer Überlegenheit (Seeblockade von Lissabon) den gesamten portugiesischen Schiffsverkehr. Am 14. September 1650 greift der englische Admiral Robert Blake den aus Brasilien kommenden Geleitzug der Kompanie an, versenkt drei Schiffe und kapert weitere vier. Besonders portugiesische (Alt- wie Neuchristen) und englische Anteilseigner der Allgemeinen Gesellschaft des Brasilienhandels unterstützen daher den Abschluss eines schnellen Friedensvertrages, der 1654 erfolgte und die bis dahin geschlossenen portugiesischen Kolonien dem englischen Handel öffnete.
Auf Grund der eher dürftigen wirtschaftlichen Ergebnisse der Tätigkeit der Kompanie, des anhaltenden Widerstandes wichtiger Sektoren der portugiesischen Gesellschaft und des drastischen Rückgangs des Einflusses Vieiras bei Hofe durch seine Missionstätigkeit in Maranhão sowie durch den Tod Johann IV. im November 1656 wurden der Gesellschaft wichtige Privilegien bald wieder entzogen. 1657 verlor sie den Schutz vor den Untersuchungen durch die Inquisition, was einen direkten Angriff auf die Interessen und die Sicherheit der privaten Kapitalgeber bedeutete. 1658 verlor die Kompanie das Einfuhrmonopol für Wein, Weizenmehl, Olivenöl und Stockfisch für Brasilien und bereits 1662 wurde sie mehr oder weniger auf eine Art Staatsbehörde reduziert, die als Junta do Comércio hauptsächlich für die Organisation und Aufrechterhaltung des Konvoisystems zwischen Portugal und Brasilien verantwortlich war. Die Anteilseigner erhielten als Kompensation Anteile am königlichen Tabakmonopol. Die offizielle Auflösung der Gesellschaft erfolgte am 1. Februar 1720 mittels königlichem Dekret.
Obwohl die Allgemeine Gesellschaft des Brasilienhandels die in sie gesetzten kommerziellen Erwartungen nicht erfüllen konnte, ist ihr Anteil bei der militärischen Sicherung des Überseehandels zwischen Portugal und Brasilien in der zweiten Hälfte des 17. Jahrhunderts nicht zu unterschätzen. Die Gesellschaft leistete einen wesentlichen Beitrag zur Rückeroberung von Recife und der endgültigen Vertreibung der Niederländer aus dem brasilianischen Nordosten im Januar 1654.

## Anmerkung
Wie auch im Falle einer Vielzahl anderer historischer Ereignisse und Institutionen hat 1755 das Erdbeben von Lissabon die übergroße Mehrheit der Dokumente des Nachlasses der Companhia Geral do Comércio do Brasil vernichtet. Dazu zählen insbesondere sämtliche Unterlagen des Hafens von Lissabon.